# Samburg
Samburg és una població dels Estats Units a l'estat de Tennessee. Segons el cens del 2000 tenia 260 habitants.

## Demografia
Segons el cens del 2000, Samburg tenia 260 habitants, 104 habitatges, i 69 famílies. La densitat de població era de 164,6 habitants/km².
Dels 104 habitatges en un 27,9% hi vivien nens de menys de 18 anys, en un 50% hi vivien parelles casades, en un 10,6% dones solteres, i en un 32,7% no eren unitats familiars. En el 23,1% dels habitatges hi vivien persones soles el 16,3% de les quals corresponia a persones de 65 anys o més que vivien soles. El nombre mitjà de persones vivint en cada habitatge era de 2,49 i el nombre mitjà de persones que vivien en cada família era de 2,87.
Per edats la població es repartia de la següent manera: un 21,2% tenia menys de 18 anys, un 5,8% entre 18 i 24, un 30% entre 25 i 44, un 24,2% de 45 a 60 i un 18,8% 65 anys o més.
L'edat mediana era de 42 anys. Per cada 100 dones de 18 o més anys hi havia 107,1 homes.
La renda mediana per habitatge era de 26.125 $ i la renda mediana per família de 29.167 $. Els homes tenien una renda mediana de 24.583 $ mentre que les dones 16.458 $. La renda per capita de la població era de 14.162 $. Entorn del 8,3% de les famílies i el 13,4% de la població estaven per davall del llindar de pobresa.

## Poblacions més properes
El següent diagrama mostra les poblacions més properes.